# مجتمع الكمبيوتر البريطاني للسيدات
مجتمع الكمبيوتر البريطاني للسيدات معهد متخصص في تكنولوجيا المعلومات يعطي فرص التواصل للسيدات المحترفات اللاتي تعملن في مجال تكنولوجيا المعلومات حول العالم، فضلا عن توجيه وتشجيع الفتيات والسيدات علي الدخول أو العودة إلي هذا المجال كمهنة. أنشأت الدكتورة/ سو بالك مجتمع الكمبيوتر البريطاني للسيدات، وكانت هي أول من رأسته وتلتها الدكتورة/ كارن بتري مع نائبتها الدكتورة/ هنا دي . الرئيسة الحالية هي جيليان ارنولد من تكتر . ويهدف مجتمع الكمبيوتر البريطاني للسيدات إلى دعم السيدات للعمل في تكنولوجيا المعلومات.
وجدت هذه المجموعة عام 2001. ويوجد فيها أكثر من آلف عضوة وقائمة بريدية نشيطة . وتتضمن الأنشطة الأجتماعات والشبكات والتوجيه . وتنظم هؤلاء النساء ندوة لوفليس الجامعية للنساء الجامعيات في الحوسبة، ولقد بدأ المؤتمر في ليدز عام 2008 وحاليا هو منتشر في أنحاء أنجلترا. تعتبر آدا لوفليس أول مبرمجة للكمبيوتر وتم إطلاق اسم الندوة تشريفا لاسمها . وتعقد الندوة للنساء في الجامعة البريطانية، للطالبات اللاتي تدرسن الحوسبة والمواد ذات صلة بها . كانت د./ هنا دي من بدأت هذه الندوة ولها دور مهم في تنظيمها سنويا بشكل مستمر. ويشترك الكثير من تلك النساء في ندوة لندن هوبر السنوي الذي يعرض أعمال مشوقة للنساء في بحوث الحوسبة والذي يساعد على تمكين الأساتذة الباحثين في الفلسفة من مقابلة بعضهم البعض؛ وكذلك مع النساء الثانويات عالمات الكمبيوتر . ويأتي اطلاق اسم الندوة للإشارة إلى جريس هوبر وهو رائد أمريكي في علم الحاسب الآلي . كما تنظم هؤلاء السيدات أحداث أخرى للنساء اللاتي تعملن في الحوسبة في كل من التقنية والأحداث الاجتماعية مثل رحلات لمواقع ذات صلة بالكمبيوتر مثل حديقة بلتشلي.